# ASR Nederland
ASR Nederland NV ist eine niederländische Versicherungsgruppe mit Sitz in Utrecht.

## Geschichte
Im Rahmen der Finanzkrise geriet die Fortis Holding ab Mitte September 2008 in eine massive Finanzkrise. Am 4. Oktober 2008 wurde der niederländische Teil der Fortis-Gruppe (ABN AMRO, Fortis Bank Nederland Holding NV, Fortis Insurance Netherlands NV und Fortis Corporate Insurance N.V. (FCI)) durch den niederländischen Staat für 16,8 Milliarden Euro zu 100 Prozent übernommen.
Die Fortis Verzekeringen Nederland N.V. wurde dabei ab 21. November 2008 zur ASR Nederland NV. Dazu gehören die seit 2023 nicht mehr eigenständig fortgeführten Marken Ardanta, De Amersfoortse, Europeesche Verzekeringen, Falcon Leven und Ditzo.
Die Fortis ASR wurde zur ASR Verzekeringen NV. Diese verkauft Sachversicherungen (Auto-, Wohngebäude, Rechtsschutz), Hypotheken und Pensionsfonds.
Die Fortis Insurance International NV wurde nicht in die ASR Nederland mit einbezogen, sondern bleibt eine Tochter der Ageas Holding SA/NV (ehemals Fortis Holding SA/NV) und wurde mittlerweile in Ageas Insurance International umbenannt.
Daneben gibt es noch die Fortis Corporate Insurance (FCI), einen niederländischen Spezialversicherer für große Unternehmen, insbesondere Schiffs- und Flottenversicherungen, der zunächst ebenfalls vom niederländischen Staat übernommen und mittlerweile an den britischen Versicherungskonzern Amlin verkauft wurde.
ASR Nederland NV hat im Jahre 2008 seine Prämieneinnahmen um 10 Prozent auf 5,8 Mrd. Euro steigern können, aber dennoch einen Netto-Verlust von 640 Mio. Euro gemacht.